# Larret
Larret település Franciaországban, Haute-Saône megyében. Lakosainak száma 63 fő (2022. január 1.). Larret Pierrecourt, Courtesoult-et-Gatey, Delain és Fouvent-Saint-Andoche községekkel határos.

## Népesség
A település népességének változása:
| Lakosok száma | 56   | 57   | 61   | 60   | 60   | 60   | 60   | 61   | 63   |
|               | 2013 | 2015 | 2016 | 2017 | 2018 | 2019 | 2020 | 2021 | 2022 |